# Nakhitchevan
Pour la ville, voir Nakhitchevan (ville).
Le Nakhitchevan (en azéri : Naxçıvan ; en arménien Նախիջեվան) est une région du Caucase qui constitue aujourd'hui une république autonome et une région économique d'Azerbaïdjan, la république autonome du Nakhitchevan, dont la ville principale et chef-lieu porte le même nom. La région était un canton de la province historique arménienne du Vaspourakan.
Le Nakhitchevan a des frontières avec l'Iran, l'Arménie et la Turquie, mais sans continuité territoriale avec la partie principale de l'Azerbaïdjan. Les tensions persistantes avec l'Arménie entravent toute communication directe entre le Nakhitchevan et le reste de l'Azerbaïdjan, accentuant son isolement en tant qu'exclave. Mais cette région est épargnée par la guerre entre ces deux voisins, en partie grâce à la Turquie, alliée de l'Azerbaïdjan, exerçant le rôle de garant selon les termes du traité de Moscou signé entre les Kémalistes et les Soviétiques en 1921.

## Étymologie
D'après le philologue allemand du XIXe siècle Johann Heinrich Hübschmann, le nom « Nakhitchevan » signifie littéralement en arménien « l'endroit de la descente », référence biblique à la descente de Noé depuis son arche supposée sur le mont Ararat voisin. Hübschmann note toutefois que ce nom n'était pas utilisé sous l'Antiquité et que le nom d'origine était plutôt « Naxcavan ». Le préfixe « Naxc » provient d'un nom et avan (ou van) signifie « ville » ou « village » en arménien.

## Histoire

### Histoire antique et médiévale
Pour un article plus général, voir Vaspourakan.
Le Nakhitchevan a changé de domination à plusieurs reprises à travers l'histoire : ce canton de la province de Vaspourakan, une des provinces de l'Arménie historique, passe, après la chute des Arsacides, sous domination perse puis arabe ; revenu dans l'orbite arménienne avec les Bagratides, il est disputé entre les Arçrouni du Vaspourakan, les Siouni de Siounie et les émirs arabes de Dvin.
Submergée par l’invasion des Seldjoukides, la région est incluse entre 1135 et 1225 dans le royaume fondé par l’atabeg Chams al-Dine Eldigouz (mort en 1175). Elle subit ensuite la domination des Mongols et de leurs successeurs directs les Ilkhanides musulmans (1231-1340), celle de l’éphémère empire des Timourides (1382-1405) et de ses successeurs turcomans, les Qara Qoyunlu de 1405-1468 puis les Aq Qoyunlu de 1468-1501.

### Guerres ottomano-persanes

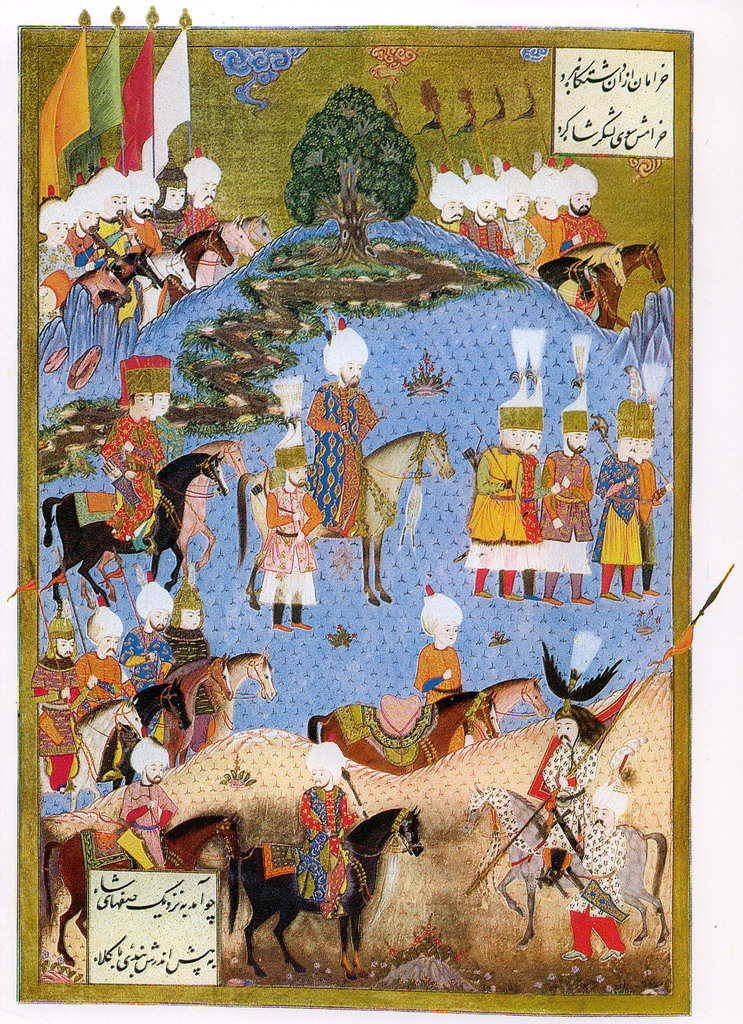
Soliman le Magnifique marche contre Nakhitchevan, été 1554.

La région est incluse une première fois dans l’empire des Séfévides en 1502, et ensuite, après de longues luttes indécises, dans l’Empire ottoman à partir de 1588/1589 jusqu’au début du XVIIe siècle. Dès 1620, le Nakhitchevan revient dans l’Empire séfévide, sauf pendant la période 1635/1636, jusqu’au début du XVIIIe siècle. La région est laissée exsangue et dépeuplée par la politique de la « terre brûlée » appliquée successivement par les Séfévides et les Ottomans.
En 1747, sous la dynastie locale des Kangarlou, le khanat de Nakhitchevan parvient toutefois à s'émanciper de la tutelle iranienne.

### Période russo-soviétique
Les khanats de Nakhitchevan et Erevan sont annexés par la Russie en 1828. Le Nakhitchevan se voit ensuite inclus dans l'oblast arménien, puis dans le gouvernement d'Erevan. En mai 1905, la région est un des lieux de théâtre des massacres arméno-tatars. En 1918, après l'armistice de Moudros, elle est brièvement gouvernée par la république démocratique d'Arménie.
Au moment de l'intégration de l'Arménie orientale dans l'Union soviétique, Staline décide en 1921 le rattachement de la région à l'Azerbaïdjan, avec un statut de Région autonome. Ce rattachement est effectué avec l'accord de Lénine et confirmé par Staline dans l'accord signé en mars 1921 entre la république socialiste fédérative soviétique de Russie et la Turquie. Il est finalisé le 9 février 1924 : la région devient une république socialiste soviétique autonome.
Le Nakhitchevan, qui était peuplé d'un peu moins de 50 % d’Arméniens avant la soviétisation, a perdu quasiment toute sa population arménienne pendant l’ère soviétique à cause de mouvements d’émigration et d’une politique pro-azérie dans l’exclave : le ressentiment qui en découle côté arménien est également un facteur de tension dans les relations arméno-azéries jusqu'au XXIe siècle. La population arménienne du Nakhitchevan, estimée à 15 % en 1926 préfère quitter la république socialiste soviétique autonome du Nakhitchevan pour la république socialiste soviétique d'Arménie voisine. Dans les années 1980, il n'y a plus qu'1 à 2 % d'Arméniens au Nakhitchevan.
Fin 1947, le leader kurde azerbaïdjanais Jafar Bagirov proposa à Staline de rétablir un district autonome kurde, non plus à Latchin comme entre 1921 et 1932, mais dans le district de Norachen, dans la RSSA du Nakhitchevan. Ce district aurait été limitrophe du district turc à forte population kurde d'Iğdır et de Nor Bayazit (actuelle ville de Gavar) qui auraient pu ultérieurement y être annexés.

### Histoire récente
Les 30 et 31 décembre 1989, près de 4 000 manifestants détruisent les installations frontalières avec l'Arménie et l'Iran sur 130 kilomètres, et exigent des terres et la libre circulation. Au départ, la réaction du gouvernement soviétique est inexistante et les insurgés croient en leur impunité. En une semaine, la révolte embrase tout l'Azerbaïdjan et la chasse aux Arméniens commence. Le 15 janvier 1990, l'état d'urgence est décrété et le KGB envoie des renforts — 15 000 hommes des troupes d'élite.
Le 20 janvier 1990, le Nakhitchevan proclame son indépendance « totale ».
Le 27 septembre 1997, le gouvernement d'Azerbaïdjan a soumis au Conseil de l'Europe le projet de constitution de la république autonome du Nakhitchevan. À cet effet, la Commission européenne pour la démocratie par le droit (« Commission de Venise ») a été saisie.
En 2005, après la destruction complète des gigantesques pierres tombales sculptées, appelées Khatchkar, et le déblayage des pierres brisées à Djoulfa, les Azerbaïdjanais ont construit un site militaire à la place de l’ancien cimetière arménien. Les 89 églises arméniennes du Nakhitchevan ont été détruites depuis les années 1990. En mai 2023, un rapport publié par le programme de recherche américain Caucasus Heritage Watch, dirigé par des archéologues des universités de Cornell et Purdue pour surveiller le patrimoine culturel caucasien par imagerie satellitaire, a mis en évidence la destruction de 98% du patrimoine culturel arménien du Nakhitchevan (108 églises, monastères et cimetières médiévaux et modernes).

## Géographie

### Géographie physique
Le Nakhitchevan est une région aride, semi-désertique et montagneuse située entre la rivière Araxe et les montagnes du Zanguezour : l'Araxe marque la frontière avec l'Iran et les monts Zanguezour avec l'Arménie. Le Nakhitchevan a une superficie de 5 500 km2, Le point culminant du Nakhitchevan est le mont Kapydjik (3 904 m). La montagne du Serpent (appelée aussi Ilandag) culmine à 2 415 m.

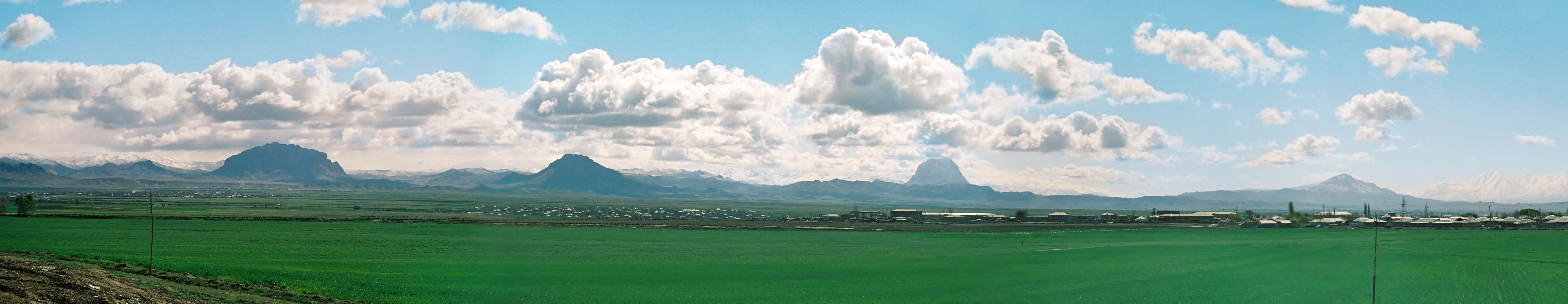
Vue du Nakhitchevan.

### Géographie humaine

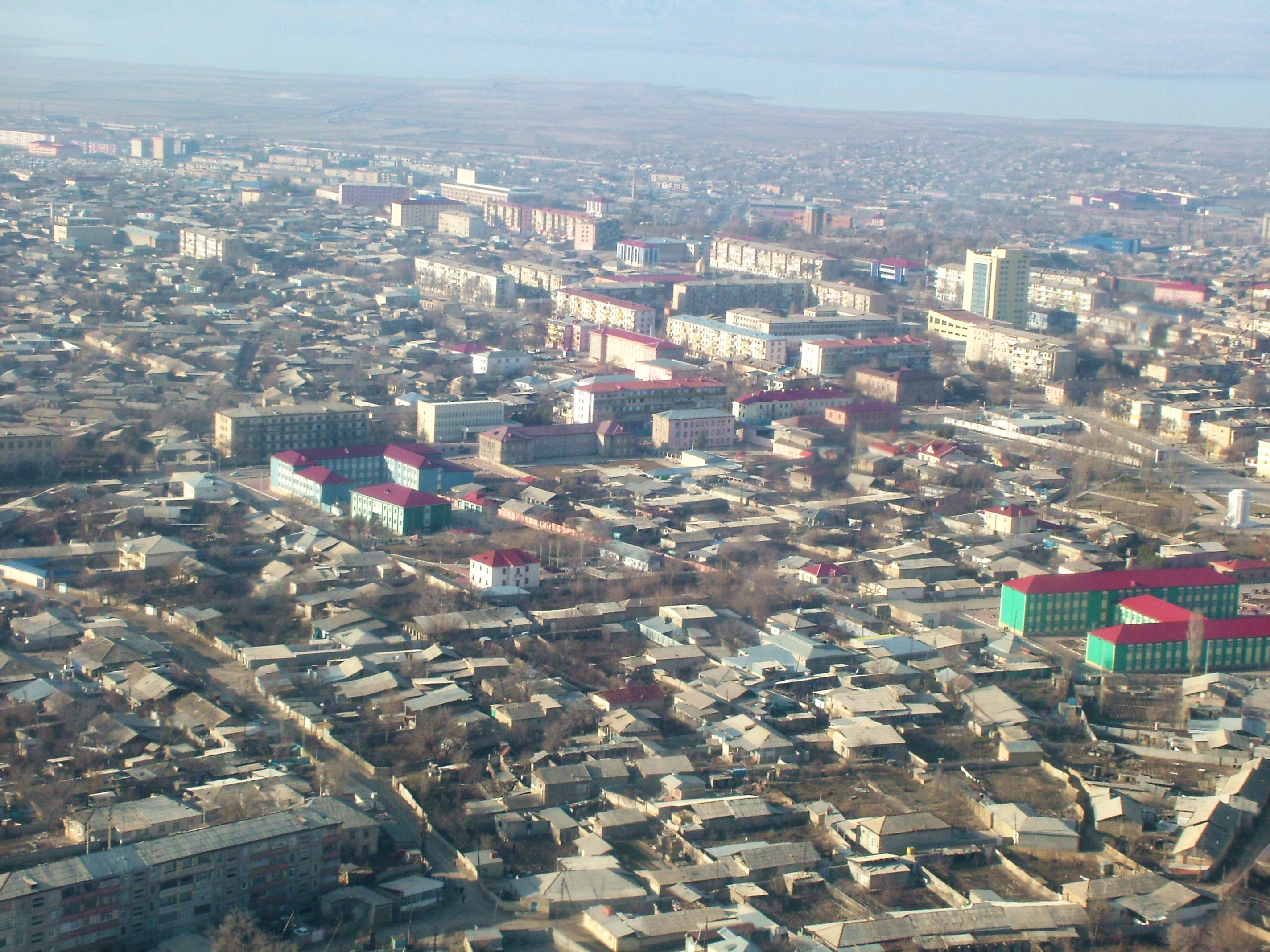
Vue aérienne de Nakhitchevan, la capitale.

| Le Nakhitchevan compte sept raions auxquels s'ajoute la capitale, Nakhitchevan : \| Division \| Superficie \| Population (2008) \| Capitale \| \| --------------- \| ---------- \| ----------------- \| ------------ \| \| 1. Babek \| 1 170 \| 68 800 \| Babek \| \| 2. Djoulfa \| 1 000 \| 39 600 \| Djoulfa \| \| 3. Kangarli \| 682 \| 26 600 \| Givrakh \| \| 4. Nakhitchevan \| 130 \| 71 200 \| Nakhitchevan \| \| 5. Ordubad \| 970 \| 43 600 \| Ordoubad \| \| 6. Sadarak \| 150 \| 13 600 \| Heydarabad \| \| 7. Chakhbouz \| 920 \| 22 000 \| Chakhbouz \| \| 8. Charour \| 478 \| 99 000 \| Charour \| | Subdivisions du Nakhitchevan. |                   |              |
| Division | Superficie                    | Population (2008) | Capitale     |
| 1. Babek | 1 170                         | 68 800            | Babek        |
| 2. Djoulfa | 1 000                         | 39 600            | Djoulfa      |
| 3. Kangarli | 682                           | 26 600            | Givrakh      |
| 4. Nakhitchevan | 130                           | 71 200            | Nakhitchevan |
| 5. Ordubad | 970                           | 43 600            | Ordoubad     |
| 6. Sadarak | 150                           | 13 600            | Heydarabad   |
| 7. Chakhbouz | 920                           | 22 000            | Chakhbouz    |
| 8. Charour | 478                           | 99 000            | Charour      |

## Démographie
Le Nakhitchevan est peuplé de 400 000 habitants (estimation 2009), aujourd'hui en grande majorité d'origine turque (au sens large) et tatare, de religion musulmane chiite et de langue azérie. Des minorités russe et kurde subsistent. La population arménienne de la région a été expulsée en représailles à la guerre azerbaïdjano-arménienne au Haut-Karabagh dans les années 1990.

## Culture
Le territoire comptait des joyaux de la culture arménienne dont le cimetière de Julfa et ses milliers de khatchkars datant des XVe et XVIe siècles. Il fut entièrement détruit par l'armée azerbaïdjanaise en décembre 2005 et il n'en reste aujourd'hui plus aucune trace.

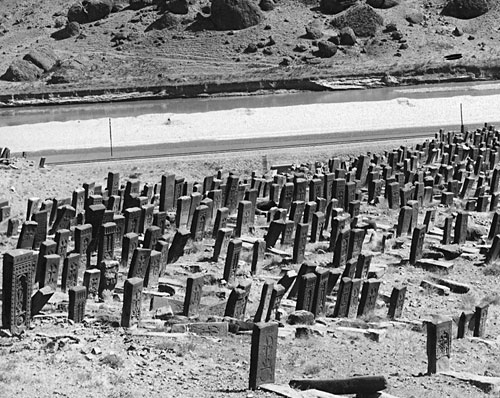
Le cimetière de Julfa, avant sa destruction.
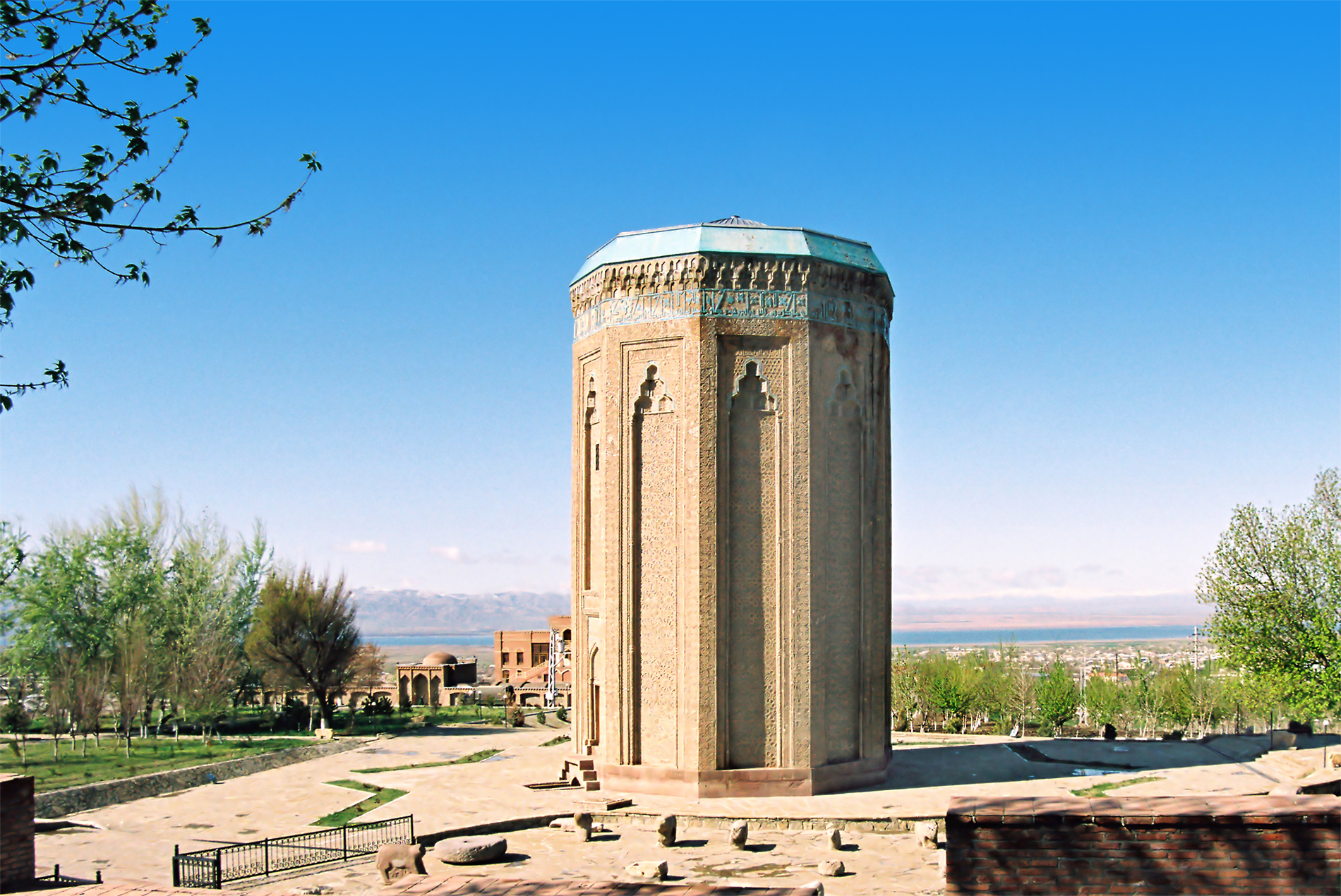
Mausolée de Momine Khatun (XIIe siècle).
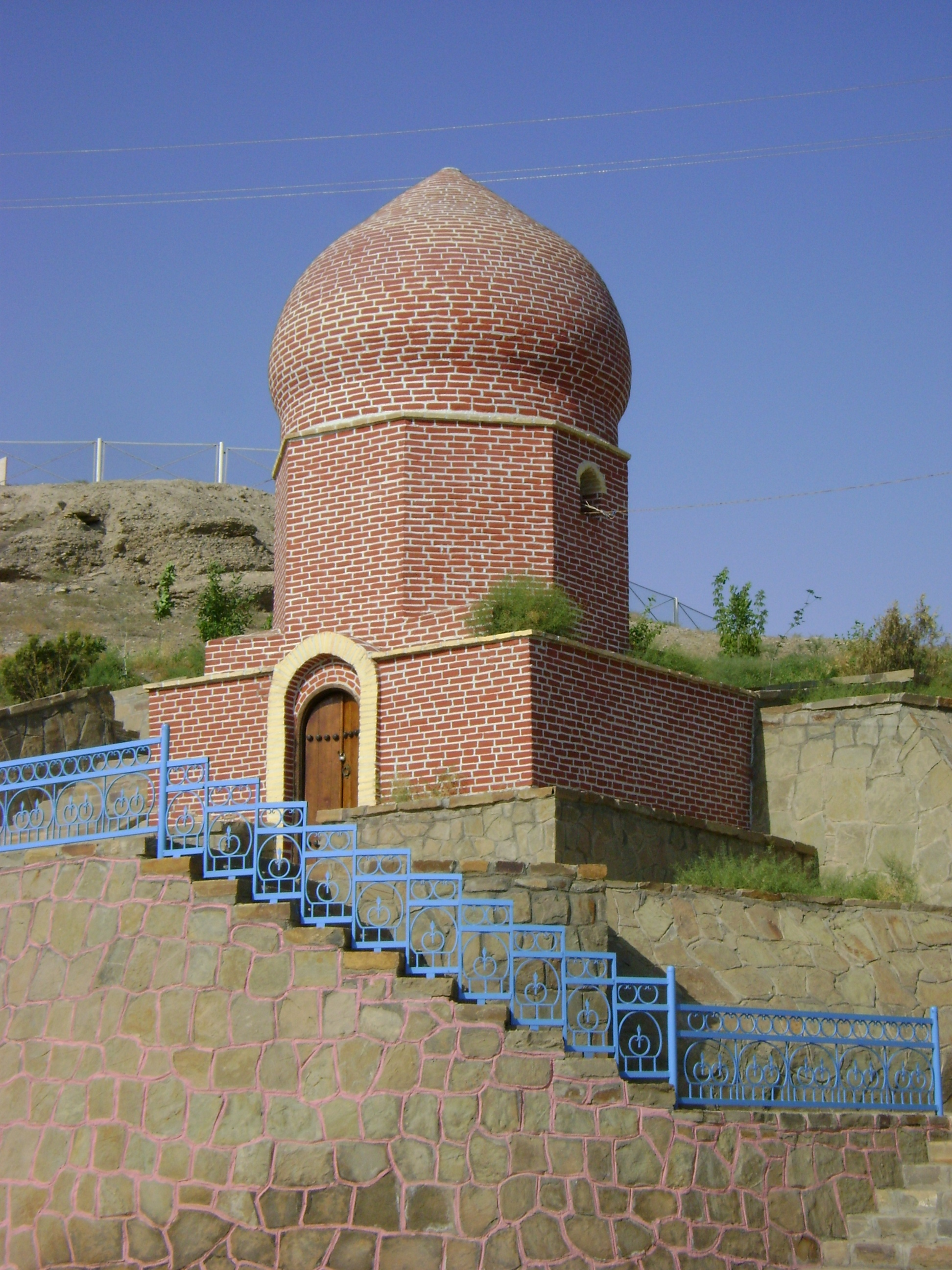
Mosquée de Haji Rufai Bey (XVIIIe siècle).

On compte également des caravansérails, des mosquées et des mausolées.
Il existait au Nakhitchevan un réseau traditionnel de canaux d'irrigation souterrains plus connus sous le nom de chaheriz. Ces canaux souterrains, entièrement creusés à la main, permettaient de recueillir et d'amener à la surface l'eau de la nappe phréatique pour être consommée par les populations et pour l'agriculture. Ces systèmes d'approvisionnement en eau étaient largement utilisés mais ils ont été abandonnés après l'introduction de systèmes modernes de canalisation. Ces anciennes techniques de construction et de maintenance du réseau étaient connues sous le nom de kankan. Un programme de restauration financé par l'OIM a permis de commencer à réhabiliter ces anciens réseaux, et fin août 2004, 24 techniciens avaient été formés et 10 chaheriz remis en fonction, assurant l'approvisionnement en eau de 34 villages.

## Dans la littérature
Le Nakhitchevan est le théâtre de la mort suspecte de l'épouse de l'ambassadeur de France, sur laquelle Aurel le Consul enquête dans le roman de Jean-Christophe Rufin, Le flambeur de la Caspienne.